# Wallacea

La Wallacea è il gruppo di isole contenuto all'interno dell'area rossa. In blu è visibile la linea di Weber.

La Wallacea è una regione biogeografica costituita da un gruppo di isole, principalmente indonesiane, separate da stretti di acque profonde dalle piattaforme continentali asiatica e australiana. Le isole della Wallacea, tra cui spiccano l'isola di Sulawesi, la più vasta della regione, Lombok, Sumbawa, Flores, Sumba, Timor, Bali sono situate tra il Sundaland, ossia la regione biogeografica comprendente la penisola di Malacca e alcune isole tra cui Sumatra, Borneo, Giava, a ovest, e l'Oceania vicina, una regione biogeografica comprendente, tra le altre, l'Australia e la Nuova Guinea, a sud e a est, e il totale della superficie terrestre della regione ammonta a circa 347000 km².
La regione è inserita fra gli Hotspot di biodiversità definiti nel 1998 dall'ambientalista britannico Norman Myers e attualmente patrocinati da Conservation International.

## Geografia e biogeografia

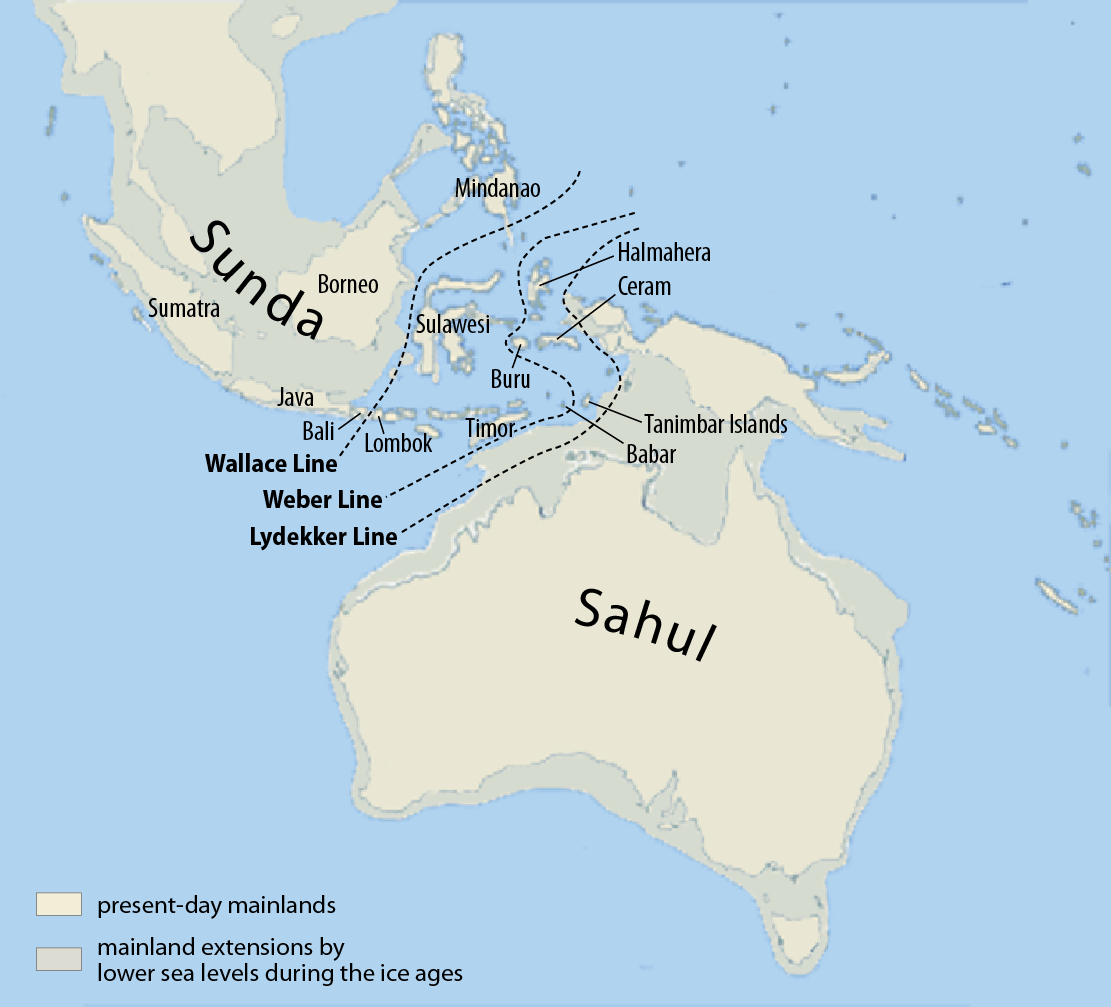
In questa mappa si può vedere l'ubicazione della Wallacea, tra le piattaforme del Sahul e della Sonda.

Il confine tra la regione del Sundaland e la Wallacea segue la cosiddetta linea di Wallace, così chiamata in onore del naturalista Alfred Russel Wallace, il quale si impegnò nel registrare le differenze tra i mammiferi e gli uccelli delle isole presenti dalle due parti della linea, e in onore del quale è stata così chiamata anche la stessa Wallacea. Le isole del Sundaland, a ovest della linea, incluse Sumatra, Giava, Bali e il Borneo, condividono una fauna di mammiferi simile a quella dell'Asia Orientale, che include tigri, rinoceronti e scimmie, mentre la fauna di mammiferi dell'isola di Lombok e dell'area che si estende a est di questa è popolata principalmente da marsupiali e uccelli simili a quelli presenti nell'Australasia. L'isola di Sulawesi, invece, mostra specie appartenenti a entrambi i tipi di fauna.
Eventi climatici e geologici hanno determinato la diffusione e la migrazione di molte specie nella Wallacea e poi da lì in altri territori. Così, ad esempio, il sollevamento tettonico della Wallacea durante la collisione tra Australia e Asia, permise, circa 23 milioni di anni fa, quindi all'inizio del Miocene, la dispersione globale degli uccelli passeriformi dall'Australia attraverso le isole indonesiane. Ancora, durante le varie ere glaciali, il livello del mare, abbassandosi, fece emergere la piattaforma della Sonda, che collega le isole del Sundaland l'una all'altra e all'Asia continentale, permettendo quindi agli animali terrestri asiatici di raggiungere quelle isole e colonizzarle. Le isole della Wallacea, poste al di là del mare, furono invece difficili da raggiungere per i mammiferi, gli uccelli terricoli e i pesci d'acqua dolce di origine continentale, e solo poche specie di essi riuscirono ad attraversare il mare aperto, cosa che invece fu decisamente più agevole per diverse specie di uccelli, rettili e insetti di origine continentali, molte delle quali sono ancora oggi reperibili nella regione.
Allo stesso modo delle isole del Sundaland, anche l'Australia e la Nuova Guinea, più a est, sono collegate da una stretta piattaforma continentale e, durante le ere glaciali, grazie a un ponte di terra formavano un singolo continente che nella letteratura ha assunto diversi nomi, Australia-Nuova Guinea, Meganesia, Papualand, o Sahul. Di conseguenza, l'Australia, la Nuova Guinea e le isole Aru condividono molte specie di mammiferi marsupiali, uccelli terricoli e pesci d'acqua dolce che non si trovano invece nella Wallacea. Tuttavia, alcune specie di mammiferi riuscirono a migrare da una parte all'altra, tanto che in siti fossili di Chinchilla Sands e Bluffs Down, nel Queensland settentrionale, sono stati rinvenuti fossili di roditori risalenti al primo e medio Pliocene, e un insieme di tratti derivati e ancestrali suggerisce che alcuni muridi, la famiglia più numerosa dei roditori, possano essere arrivati in Australia ancora prima, forse già nel Miocene, da un arcipelago ricco di foreste, proprio come era la Wallacea, per evolversi poi in Australia nel completo isolamento. Oggi i roditori costituiscono la maggior componente della fauna di mammiferi placentati australiana e includono specie come il Leporillus conditor e il Notomys alexis, mentre due specie di cusco, il cusco orsino di Sulawesi e il cusco nano di Sulawesi, sono considerate i rappresentanti più occidentali dei marsupiali australiasiani.
Per quanto riguarda la flora, la maggior parte delle piante della Wallacea è di origine asiatica e i botanici includono la regione, assieme al Sundaland e alla Nuova Guinea nella regione floristica della Malesia. Nella regione sono comunque state trovate anche specie appartenenti al genere Eucalyptus, un genere di alberi predominante in Australia: Eucalyptus deglupta nel Sulawesi, e E. urophylla e E. alba nelle Isole della Sonda orientali.
Così come la sopraccitata linea di Wallace è una linea immaginaria che divide la Wallacea dal Sundaland, la linea di Lydekker, così chiamata dal nome del naturalista Richard Lydekker, è considerata il confine tra la Wallacea e il Sahul, mentre la linea di Weber, dal nome di Max Carl Wilhelm Weber, segna il punto in cui la flora e la fauna asiatiche e australiane sono approssimativamente ugualmente rappresentate e segue l'andamento degli stretti più profondi che separano le isole dell'arcipelago indonesiano.

## Biota e problemi di conservazione

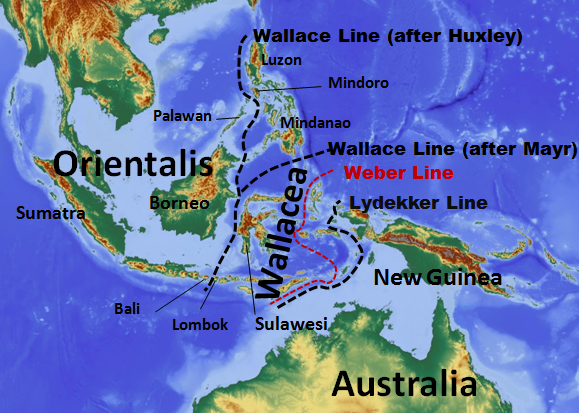
Una mappa della Wallacea, delimitata dalla linea di Wallace e dalla linea di Lydekker.

Sebbene gli antenati delle specie di animali e di piante della Wallacea possano essere ritrovati in Asia o nell'Australia-Nuova Guinea, la Wallacea ospita anche molte specie endemiche. Così, al frutto di un'ampia speciazione autoctona si aggiunge un numero proporzionalmente elevato di specie endemiche che risulta dare un importante contribuito alla già grandissima biodiversità dell'arcipelago indonesiano. L'endemismo è poi particolarmente elevato nel caso delle specie di vertebrati terrestri, tanto che, su un totale di 1 142 specie rilevate nella Wallacea, ben 529 sono endemiche. Tra queste si possono citare le due specie di anoa (o bisonte nano) e le specie di Babyrousa (comunemente noto come "babirussa") presenti sull'isola di Sulawesi, l'isola con la maggior biodiversità di tutta la regione, seguita, in questa classifica dall'isola di Maluku, mentre l'isola di Ceram è nota per la propria popolazione di farfalle e di specie di uccelli, tra cui ad esempio la Alisterus amboinensis, comunemente nota come "pappagallo re delle Molucche".
I territori della Wallacea erano un tempo quasi completamente ricoperti da foreste, mentre oggi solo circa il 45% della regione ospita foreste, e di questo solo 52017 km², ossia il 15% del totale, è considerato del tutto incontaminato. La popolazione forestale è composta per la maggior parte da foreste pluviali tropicali di latifoglie con alcune aree di foresta arida; le montagne più alte della regione ospitano invece foreste montane e sub-montane, mentre nelle aree costiere sono comuni le mangrovie. Secondo una stima dell'organizzazione Conservation International, la Wallacea ospita oltre 10 000 specie di piante, di cui circa 1 500 sono endemiche della regione.
Oggi, il totale di territorio protetto della Wallace è pari a circa 20000 km² (su 347000 km² totali) e nella regione sono presenti 82 specie in pericolo di cui sei, tutte appartenenti ai vertebrati, considerate in pericolo critico.

## Ecoregioni
Foreste pluviali di latifoglie tropicali e subtropicali
- Foreste pluviali decidue delle isole del Mar di Banda (Isole Kai, Isole Tanimbar, Isole Babar, Isole Leti, Isole Barat Daya orientali)
- Foreste pluviali di Buru (Buru)
- Foreste pluviali di Halmahera (Halmahera, Morotai, Isole Obira, Bacan)
- Foreste pluviali di Ceram (Ceram, Isole Banda, Ambon, Saparua, Isole Gorom)
- Foreste pluviali del bassopiano di Sulawesi (Sulawesi, Isole Banggai, Isole Sula, Isole Sangihe, Isole Talaud)
- Foreste pluviali montane di Sulawesi (Sulawesi)

Foreste secche di latifoglie tropicali e subtropicali
- Foreste decidue delle Piccole Isole della Sonda (Lombok, Sumbawa, Komodo, Flores, Alor)
- Foreste decidue di Sumba (Sumba)
- Foreste decidue di Timor e Wetar (Timor, Wetar)

Ecoregioni globali
- Foreste umide delle Molucche;
- Foreste umide di Sulawesi.